# Saves the Day
Saves the Day ist eine US-amerikanische Rockband aus New Jersey.

## Geschichte
Bei ihrer Gründung Mitte der 1990er-Jahre bestanden Saves the Day aus Chris Conley, Anthony Anastacio, Justin Gaylord, Sean McGrath und Bryan Newman. Die ersten von ihnen geschriebenen Songs wurden erst 2003 auf dem Album Ups & Downs: Early Recordings and B-Sides veröffentlicht. Ihre erste offizielle CD-Veröffentlichung war Can't Slow Down auf dem Label Equal Vision Records, dort blieben sie bis zur Veröffentlichung ihres Albums Stay What You Are. Nach Can't Slow Down veröffentlichten Saves the Day ihr sechs Songs langes Acoustic-Album I'm Sorry I'm Leaving, auf dem sich unter anderem ein Modern English-Cover (I Melt with You) befindet. Dieses Album nahmen sie ohne ihre beiden Gitarristen Anthony Anastacio und Justin Gaylord auf. Statt diesen spielte der Sänger Christopher Conley die Akustikgitarre. Beim nächsten Album Through Being Cool verließen die Gitarristen endgültig die Band, an ihre Stelle traten Ted Alexander (Gitarre) und Dave Soloway (Gitarre, Begleitgesang).

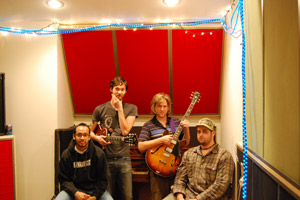
Saves the Day, 2007

Bei der Produktion ihres nächsten Albums Stay What You Are wichen sie von ihrem Stil, der bis dahin als Emo-Punk beschrieben wurde, ein wenig ab, zu einer mehr Indie angehauchten Emo-Richtung. Außerdem wechselten sie mit diesem Album auch ihre Plattenfirma von Equal Vision Records zu Vagrant Records. Mit dem neuen Album kamen auch Musikvideos bei MTV und MTV2 sowie Auftritte als Opener für blink-182 und Green Day. Nach Stay What You Are gab es wieder einige personelle Veränderungen. Die aktuelle Zusammensetzung kam zustande.
Für die Entwicklung ihres nächsten Albums pilgerten die vier nach Kalifornien, wo sie mehrere Monate an ihrem Album arbeiteten. Für ihre anderen Alben hatte sie nie mehr als ein paar Wochen benötigt.
Als Kompilation gedachtes Album, Ups & Downs:Early Recordings and B-Sides, erschien daraufhin und enthält neben B-Seiten, Live-Aufnahmen sowie neu produzierte, auf nicht mehr erhältlichen Tonträgern verfügbare Lieder.
Im Jahr 2006 erschien der Nachfolger von In Reverie, Sound the Alarm. Das Album ist laut Bandaussage der erste Teil einer Trilogie über Selbstfindung. Das zweite Album der Trilogie, Under the Boards, erschien 2007. Der dritte Teil, Daybreak, folgte 2011.

## Diskografie

### Studioalben
- 1998: Can't Slow Down
- 1999: Through Being Cool
- 2001: Stay What You Are
- 2003: In Reverie
- 2006: Sound the Alarm
- 2007: Under the Boards
- 2011: Daybreak
- 2013: Saves the Day
- 2018: 9
- 2024: Through Being Cool

### EPs
- 1999: I'm Sorry I'm Leaving
- 2006: Bug Sessions Volume One
- 2008: Bug Sessions Volume Two
- 2008: Bug Sessions Volume Three
- 2010: 1984 EP

### Kompilationen
- 2004: Ups and Downs: Early Recordings and B-Sides
- 2009: Bug Sessions

### Singles
- 1998: The Choke
- 2000: Shoulder to the Wheel
- 2002: At Your Funeral
- 2002: Freakish
- 2003: Anywhere with You
- 2006: Eulogy
- 2006: The End
- 2007: Can't Stay the Same